# Cayo Green (Islas Vírgenes de Estados Unidos)
El Cayo Green (en inglés: Green Cay, o el Refugio de vida silvestre nacional del Cayo Green; Green Cay National Wildlife Refuge) se encuentra justo al norte de Saint Croix, en las Islas Vírgenes de Estados Unidos, preserva el hábitat de la población más grande de lagarto en peligro de extinción de Saint Croix (Ameiva Polops).
El cayo green posee una superficie de 0,06 km² y está a medio camino entre la ciudad de Christiansted y el Monumento nacional arrecife de la isla de Buck.